# صورتی‌نمایی
صورتی‌نمایی یک واژهٔ ترکیبی از کلمات صورتی و سیاه‌نمایی است. در زمینهٔ حقوق دگرباشان، به استفاده از حقوق دگرباشان برای منحرف کردن اذهان از پایمال شدن حقوق گروهی دیگر، صورتی‌نمایی می‌گویند. همچنین از این واژه برای توصیف انواع بازاریابی و راهبردهای سیاسی با هدف ترویج محصولات، کشورها، افراد یا اشخاص از طریق هم‌جنس‌گرادوست جلوه‌دادن آن‌ها استفاده می‌شود، تا از این طریق مترقی، مدرن و مدارا جلوه کنند. این عبارت به‌طور مشابه توسط سازمان اقدام علیه سرطان پستان برای اطلاق به شرکت‌هایی مورد استفاده قرار گرفت که با ادعای حمایت از افراد مبتلا به سرطان پستان، از بیماری آن‌ها برای سودآوری تجاری سوءاستفاده می‌کنند.

## مهاجرت
در سال ۲۰۱۳، کمپین حقوق بشر حمایت خود را از تغییرات جامع در زمینهٔ مهاجرت اعلام کرد و متعهد به کمک به مهاجران به هنگام اقدام آنان برای پناهندگی یا تابعیت شد. این حمایت چند روز پس از یک واقعه اعلام شد. در این واقعه، کمپین حقوق بشر از مطرح شدن مشکلات مهاجران دگرباش در تجمع مقابل دادگاه عالی توسط یک فعال حقوق مهاجران که خود دگرباش بود، جلوگیری به عمل آورده بود؛ بدرفتاری‌ای که بعداً از این بابت عذرخواهی کرد. هافینگتون پست اقدامات کمپین حقوق بشر را صورتی‌نمایی توصیف کرد تا «با مثبت جلوه‌دادن این تغییرات به نفع دگرباشان، حامیان دگرباش را جذب کرده تا اشکالات شدید این قانون‌گذاری را بپوشاند» – اشکالاتی از جمله کمک‌های مالی برای حمایت از فشار، تبعید و گسترش نظامی‌گری ایالات متحده.
در سال ۲۰۱۲، جِیسون کِنی، وزیر شهروندی و مهاجرت کانادا، به علت فرستادن ایمیلی با عنوان «پناهندگان دگرباش از ایران» به هزاران کانادایی، متهم به صورتی‌نمایی شد. این پیام حاوی اظهارات اخیری توسط جان برد، وزیر امور خارجه، در خصوص مقابلهٔ کانادا با آزار و به‌حاشیه‌راندنِ همجنسگرایان و زنان در سرتاسر جهان بود. یک گروه از فعالان ادعا کردند که این پیام «تلاشی ضعیف در راستای صورتی‌نمایی تمایل آشکار دولت محافظه کار برای تشویق به جنگ با ایران است.»

## ایالات متحده
به گفتهٔ عمر اِنکارناسیون، استاد مطالعات سیاسی در کالج بارد، دفتر اجرایی دولت اوباما توسط برخی تحلیل‌گرانِ صورتی‌نمایی متهم به «منحرف کردن اذهان عمومی از سیاست‌های ناگواری مانند اخراج میلیون‌ها مهاجر ثبت‌نشده و عدم تعقیب ناقضین حقوق بشر در عملیات‌های جنگ با تروریسم دولت بوش، به‌وسیلهٔ صورتی‌نمایی است.»

## اسرائیل

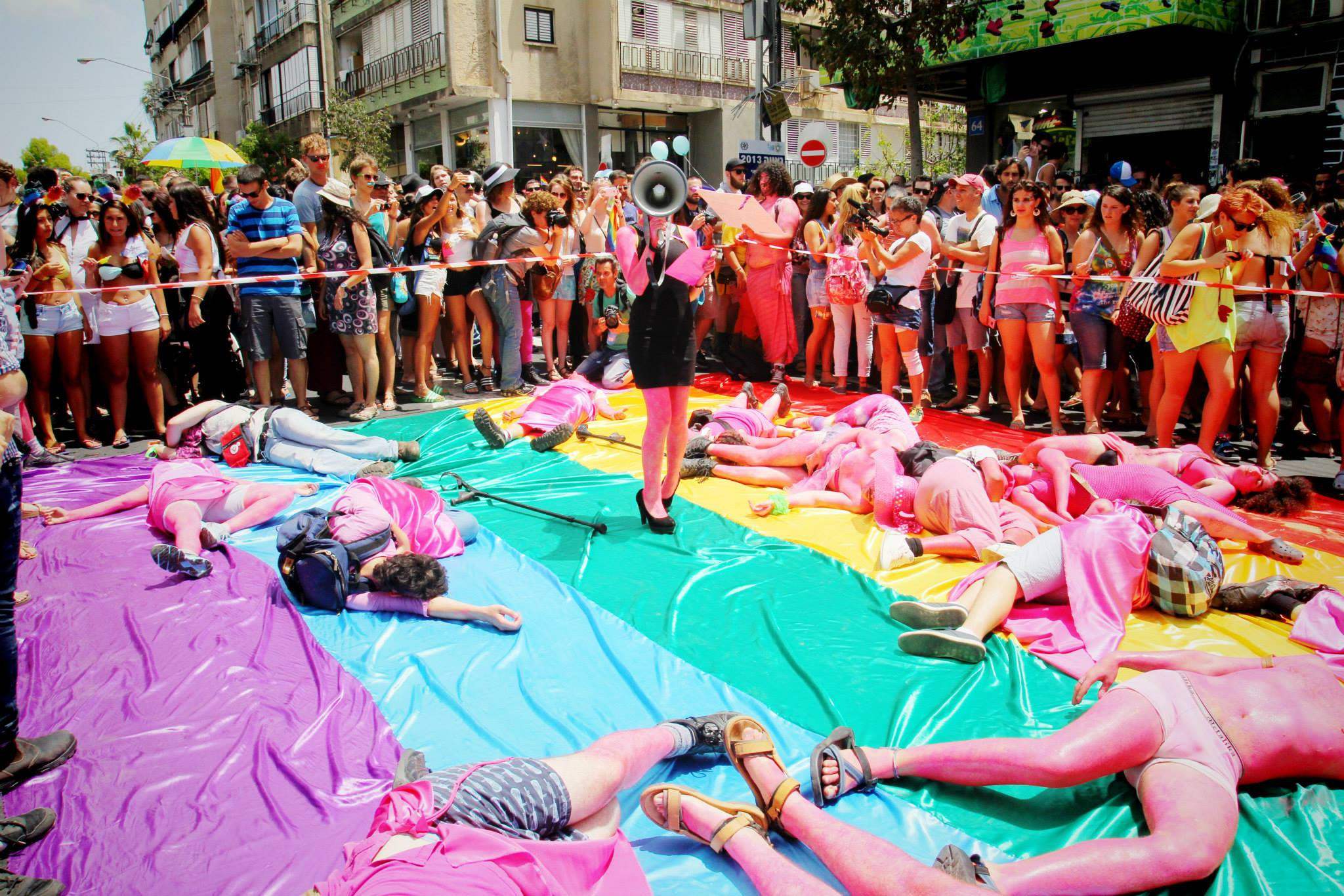
گروه دگرباشِ اقتدارگریزی با نام ماشپریتزوت در حال یک اعتراض مرگ‌نشینی علیه صورتی‌نمایی اسرائیل و اولویت‌های هم‌جنسگرامحور مرکز حمایت از دگرباشان در تل‌آویو است..

سارا شولمن، یک نویسنده و استاد در دانشگاه شهری نیویورک، مدعیست که کمپین روابط عمومی دولت اسرائیل، با سوءاستفاده از ایدهٔ هم‌جنسگرادوست نشان دادن اسرائیل، سعی در جلوه دادن این کشور به عنوان کشوری با «دموکراسی مدرن»، «محلی امن و مطمئن برای سرمایه‌گذاری» و «مقصدی توریستی با آفتاب و ساحل» دارد. در آگوست ۲۰۱۱، جروزالم پست گزارش داد که وزارت امور خارجه با تبلیغ «اسرائیلِ هم‌جنسگرا» به عنوان بخشی از کمپین خود، سعی در مقابله با کلیشه‌های منفی لیبرال‌های آمریکایی و اروپایی در خصوص اسرائیل دارد. منتقدان اسرائیل مانند جاسبر پوار، دانشیارِ دپارتمان مطالعات جنسیت و زنان در دانشگاه راتگرز، مقایسهٔ حقوق دگرباشان در اسرائیل و سرزمین‌های اشغالی فلسطین توسط دولت اسرائیل را به عنوان نمونه‌ای از صورتی‌نمایی ذکر می‌کند. او با ذکر مراسم افتخارجهانی که سال ۲۰۰۶ شهر اورشلیم میزبان آن بود، نوشت: «در مراسم‌های جهانی هم‌جنسگرایان، هم‌جنس‌گرادوست بودن معادل مدرن، جهانی، پیشرفته، جهانِ اولی، و از همه مهم‌تر، دموکراتیک بودن است.» جوزف مسعد، دانشیار سیاست مدرن عرب و تاریخ روشنفکری در دانشگاه کلمبیا، نوشته‌است که دولت اسرائیل «اصرار بر بزرگ‌نمایی دستاوردهای اخیر خود در زمینهٔ حقوق دگرباشان دارد تا انتقادهای بین‌المللی در خصوص نقض حقوق فلسطینیان را دفع کند.»
دیگران ادعا می‌کنند که اتهامات صورتی‌نمایی علیه دولت اسرائیل چیزی به غیر از مغالطهٔ پهلوان‌پنبه نیستند و مدعی هستند که حمایت اسرائیل از جامعهٔ دگرباشان هیچگاه برای توجیه یا معذور کردن اِشغال فلسطین توسط اسرائیل استفاده نشده‌است. همچنین به‌طور بی‌پرده بیان کرده‌اند این حقیقت که اسرائیل در خصوص حقوق مدنی و فردی دگرباشان مداراست، تقابلی عملی با رفتار تبعیض‌آمیز و اغلب بی‌رحمانهٔ گروه‌های عرب و مسلمان با دگرباشان دارد. ایدو آهارونی، رئیس سابق پروژهٔ برند اسرائیل، به انتقادات در این خصوص پاسخ داده و گفته‌است: «ما سعی در مخفی کردن مناقشات نداریم بلکه می‌خواهیم گفت‌وگو را گسترش دهیم. می‌خواهیم که احساسی از همبستگی با اجتماعات مختلف به‌وجود آوریم.» الن درشویتس، استاد حقوق دانشگاه هاروارد و مدافع مکرر اسرائیل، گفته‌است که عبارت صورتی‌نمایی توسط «برخی از فعالان همجنسگرا افراط‌گرا» که یهودستیزانِ «متعصب» هستند برای استفاده علیه اسرائیل استفاده شده‌است. او استفاده از اصطلاح صورتی‌نمایی در این زمینه را «چیزی بیش از یهودی‌ستیزی با چهرهٔ صورتی» ندانست.
یائیر قِدر، که یک فیلمساز همجنسگرا و فعال حقوق مدنیِ اسرائیلی است، گفته‌است که اسرائیل سابقه‌ای ستودنی از رعایت حقوق دگرباشان دارد و حمایت نکردن از آن «مسلماً لایق همجنسگراهراسی فرای گفتمان و صلح است». او گروه‌های دگرباشان اسرائیلی را برای عدم مخالفت آنان با اتهامات صورتی‌نمایی واردشده بر اسرائیل، مورد انتقاد قرار داده‌است. شائول گانون، از گروهِ اسرائیلیِ حمایت از حقوق دگرباشان با نام آگودا، این مناقشه را اینگونه بیان کرده‌است: «هرطرف در تلاش برای به دست آوردن امتیاز است. حقیقت این است که تنها کسانی که توسط این موضوع له می‌شوند، همجنسگرایان فلسطینی هستند»

## بازاریابی مشارکتی
یک کمپین برای جلب حمایت عمومی برای توسعهٔ خط لوله کیستون، که نفت کانادا را از طریق ایالات متحده انتقال خواهد داد، به صورتی‌نمایی متهم شده‌است. این کمپین استدلال کرده‌است که این پروژه سزاوار حمایت است چراکه بر اساس مقایسه، سابقهٔ کانادا در دفاع از حقوق دگرباشان نسبت به دیگر کشورهای تولیدکننده نفت طولانی‌تر است. این کمپین که آدرس خود را به‌صورت اوپک‌ازگی‌هامنتفراست.کام قرار داده در تیتر خود می‌نویسد: «نفت اخلاقی کانادا را با نفت جنگ‌زدهٔ اوپک مقایسه کنید.»
در سال ۲۰۱۴، بریتیش پترولیوم «رویداد مشاغل دگرباشان» را راه‌اندازی کرد؛ حرکتی که از دید برخی منتقدان به عنوان تلاشی برای صورتی‌نماییِ نشت نفت در آب‌های خلیج مکزیک صورت گرفته‌است؛ رویدادی که به عنوان «بدترین فاجعه زیست‌محیطی که آمریکا تاکنون با آن روبرو بوده‌است» توصیف شده‌است.
در استرالیا نگرانی‌ها در خصوص نگاه کالایی به حقوق دگرباشان توسط شرکت‌های بزرگ افزایش یافته‌است.

## کنشگران ضداسلامی
یک ائتلاف سازمان‌یافته توسط چندین جنبش سیاسی مشهور در اروپا، از جمله گروه دفاع انگلیسی، تظاهرات‌هایی در طی جشن‌های هفتهٔ غرور دگرباشان در هلسینکی و استکهلم در ماه‌های جولای و اوت ۲۰۱۱ به راه‌انداخت. در مصاحبه با رادیو سوئد، نویسنده و کنشگر سوئدی، لیزا بیوروالد، ادعا کرد که گروه دفاع انگلیسی، با جلب کردن توجهات به هم‌جنس‌گراهراسی اسلامی، از رویدادهای رژه افتخار انگلستان سوءاستفاده کرده‌است. همچنین گروه «دگرباشان علیه صورتی‌نمایی» مخالف صحبت‌کردن از هم‌جنس‌گراهراسی در اسلام است و همهٔ این‌گونه تلاش‌ها را صورتی‌نمایی و «ترفندهایی برای تفرقه و غلبه» توصیف می‌کند.

## جنبش بیناجنسی
در ماه ژوئن ۲۰۱۶، سازمان جهانی بیناجنسی استرالیا به اظهارات متناقض دولت‌های استرالیا اشاره کرد، و بیان کرد هرچند کرامت و حقوق افراد دگرباش، از جمله افراد بیناجنسی، به رسمیت شناخته می‌شود، اما همزمان جراحی‌های خطرناک همچنان بر روی کودکان بیناجنسی صورت می‌پذیرد.
در ماه اوت سال ۲۰۱۶، گروه تویشن‌گیشلکت اقدامات برای ترویج برابری یا وضعیت قوانین مدنی بدون اقدام بر ممنوعیت «ناقص‌سازی تناسلی افراد بیناجنسی» را نوعی صورتی‌نمایی توصیف کرد. این سازمان قبلاً اظهارات سرپیچانندهٔ دولت‌ها را به سمع سازمان ملل رسانده بود. اظهاراتی که با مخلوط کردن مسائل افراد میانجنسی، تراجنسی‌ها و دگرباشان با یکدیگر، همچنان به ادامهٔ انجام اعمال مضر بر روی نوزادان میانجنسی ادامه می‌دهد.

## مقایسه کشورها
استفان لفبره از مرکز تحقیقات اقتصادی و سیاست بیان داشته‌است که چگونه دفتر اجرایی اوباما، به همراه رسانهٔ جریان اصلی در ایالات متحده، روسیه را در خصوص عدم ارائهٔ حداقل آزادی‌های مدنی به شهروندان دگرباش‌اش، انتقاد کرده‌اند. او این تضاد را یادآور می‌شود که دولت ایالات متحده کاستی‌های مشابه در خصوص دگرباشان در کشورهای هم‌پیمانش مانند هندوراس، عربستان سعودی و امارات متحده عربی را محکوم نکرده‌است و از طرفی اشاره‌ای به پیشرفت‌های روی داده در کوبا در زمینهٔ حقوق دگرباشان نکرده‌است. او در تحلیلش، این موضوع را همان صورتی‌نمایی دانست که او به عنوان «تلاشی عامدانه برای حمایت از حقوق دگرباشان درحالی که مسائل حقوق بشری مشابه نادیده گرفته می‌شوند» توصیف کرد. لوری پنی که نویسنده و کنشگری فمینیست است، به تضاد موجود در رفتار کسانی که سیاست‌های ضددگرباشِ روسیه در طی المپیک سوچی را محکوم کردند ولی واکنشی به رفتارهای هم‌جنس‌گراهراس در عبور از مرزهای کشور خود نشان ندادند، انتقاد کرد و نوشت:
در حالیکه ملل غربی پرچم رنگین‌کمان را در صورت روسیه به اهتزاز درمی‌آورند، مردان و زنان همجنسگرا، دوجنسگرا و تراجنسی در مرزهایشان به هنگامی که برای پناه آمده‌اند، درحال آزار دیدن و مورد سوءاستفاده شدن هستند. حمایت از حقوق دگرباشان در سراسر دنیا باید ستوده شود اما اگر این احساسات فراتر از صورتی‌نمایی است، باید ابتدا در خانه به اجرا درآید.